# 포드 퓨전 (유럽)
포드 퓨전(Ford fusion)은 미국의 자동차 회사인 포드가 제작한 유럽 전략형 5도어 MPV이다. 미국에서 팔리는 4도어 세단인 퓨전과 차명만 같을 뿐 전혀 다른 차종이다.

## 상세

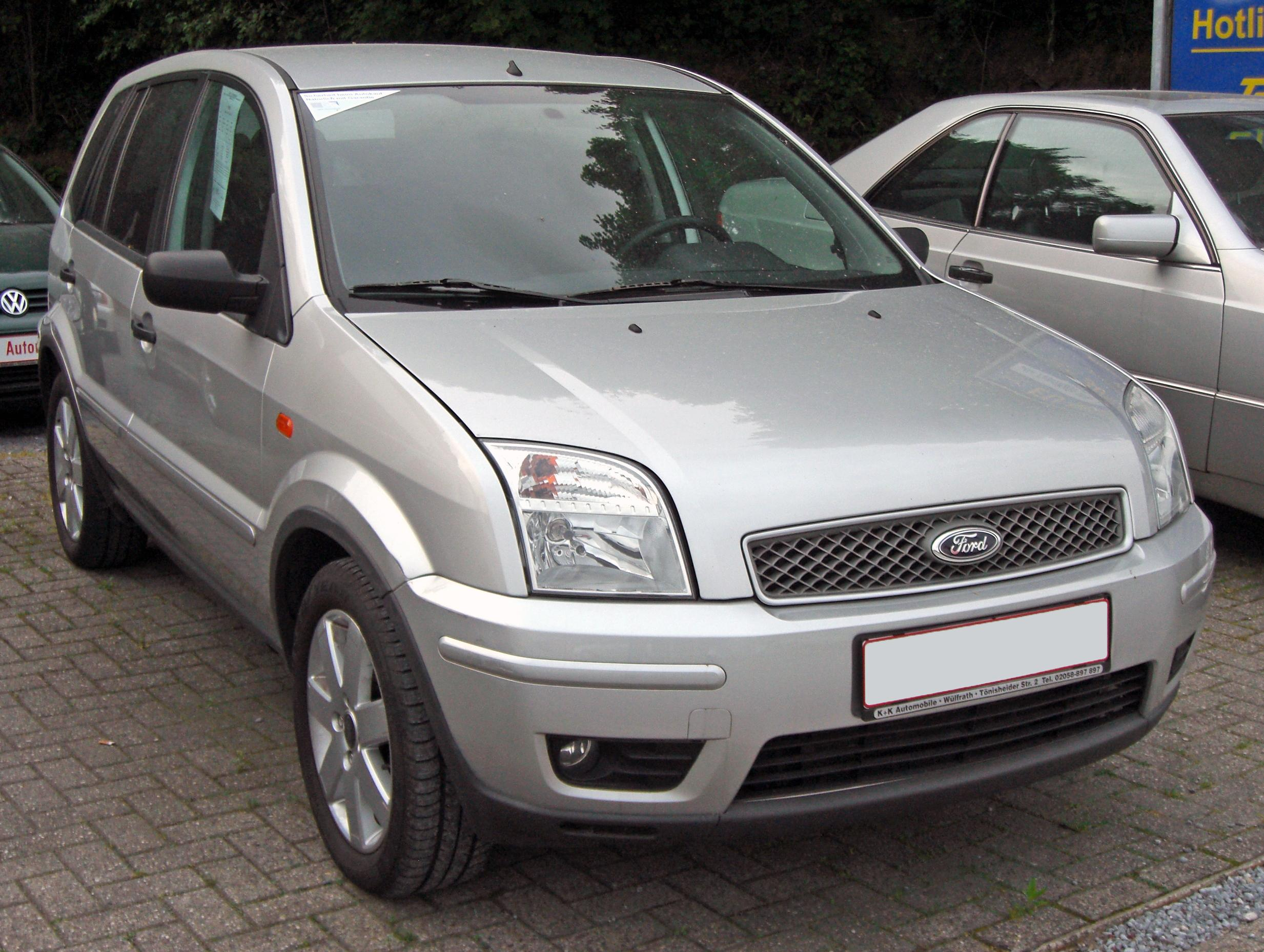
포드 퓨전(전기형) 정측면

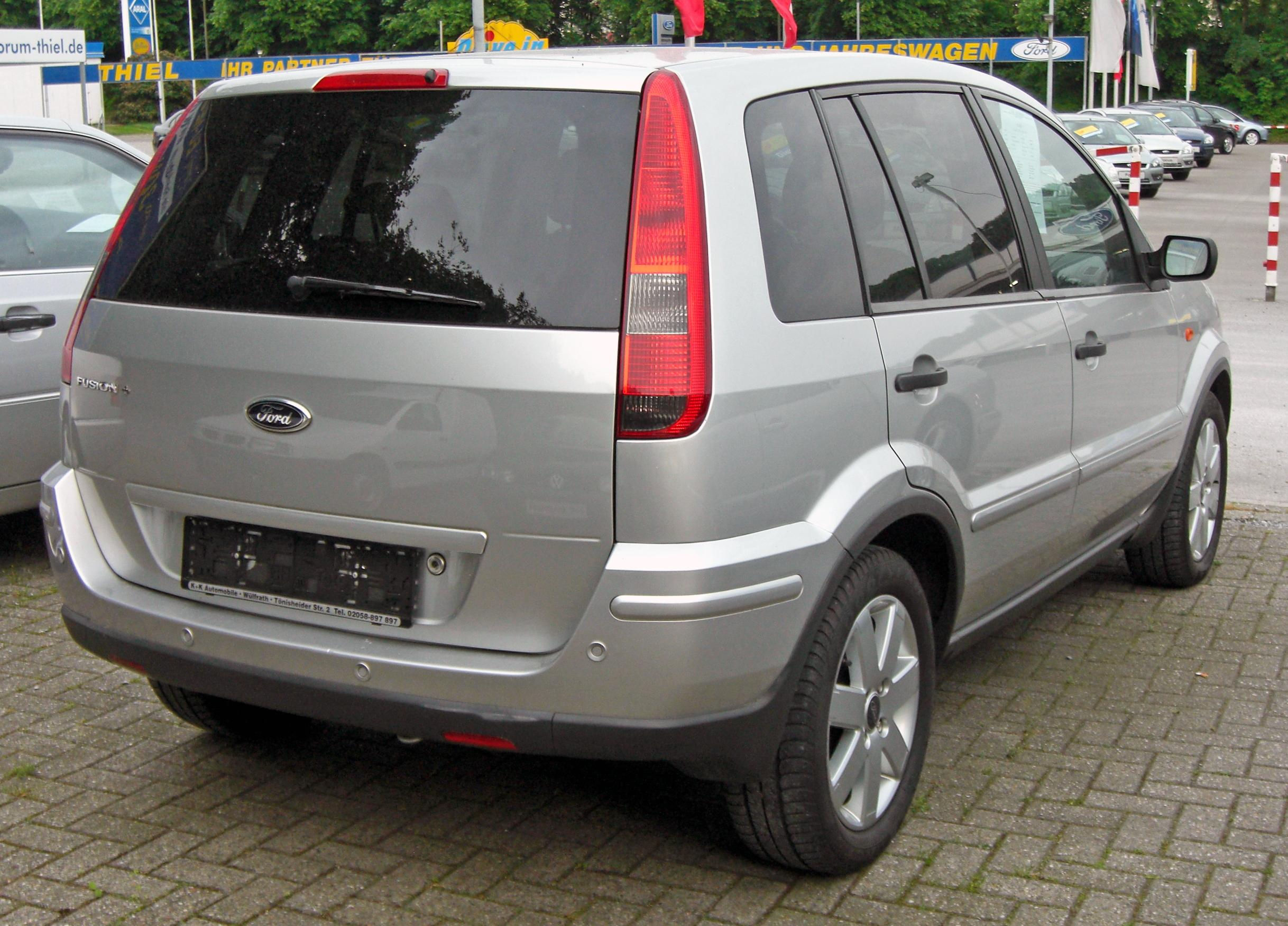
포드 퓨전(전기형) 후측면

2002년에 출시되었으며, 전동 접이식 아웃 사이드 미러, 오토 컨트롤 헤드 램프, 블루투스 음성 명령 등 당시에 흔하지 않은 신기술들이 적용되었다. 2005년 11월 페이스 리프트를 거쳤으며, 2012년에 후속 차종인 B-맥스가 출시되어 단종되었다.

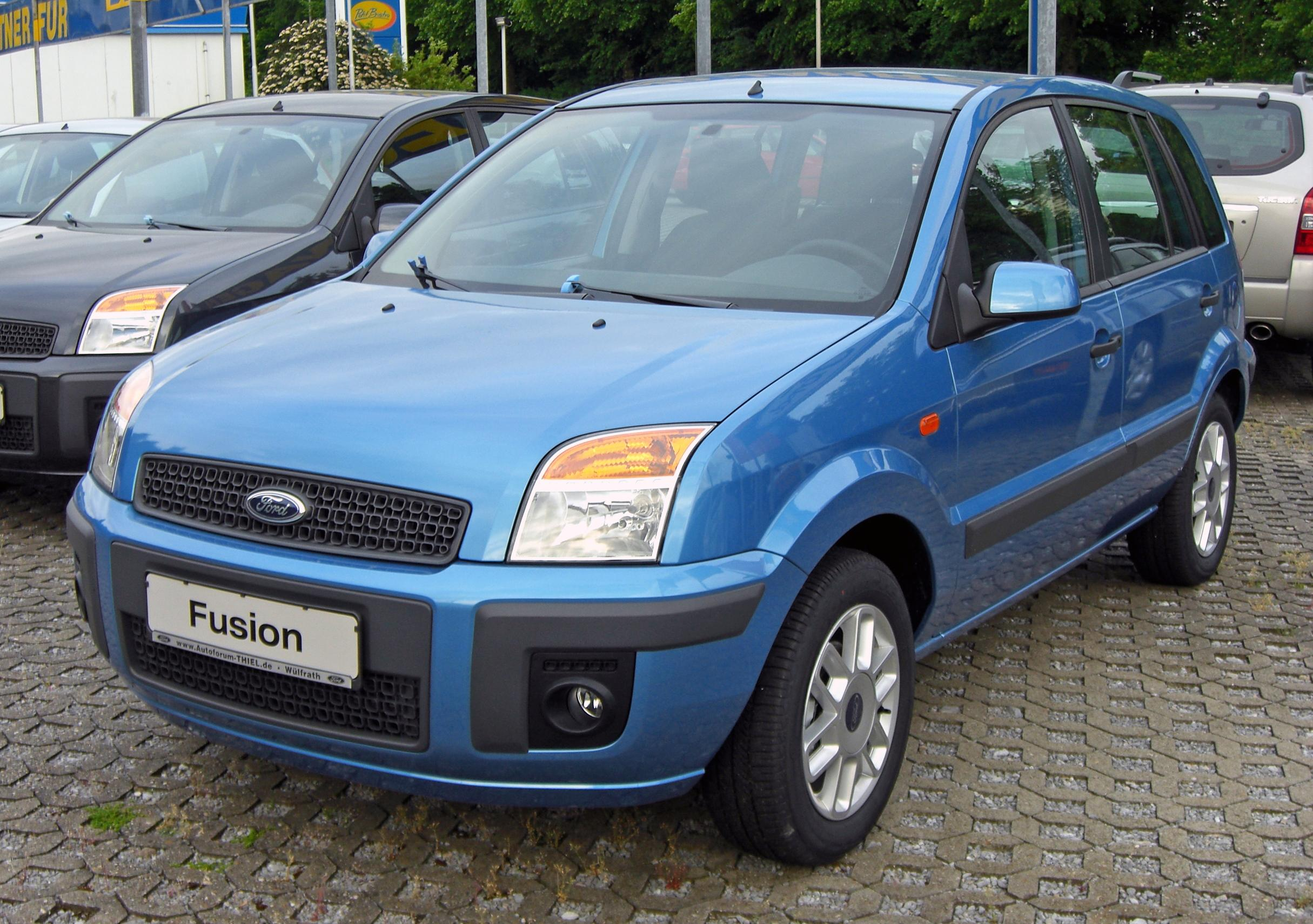
포드 퓨전(후기형) 정측면
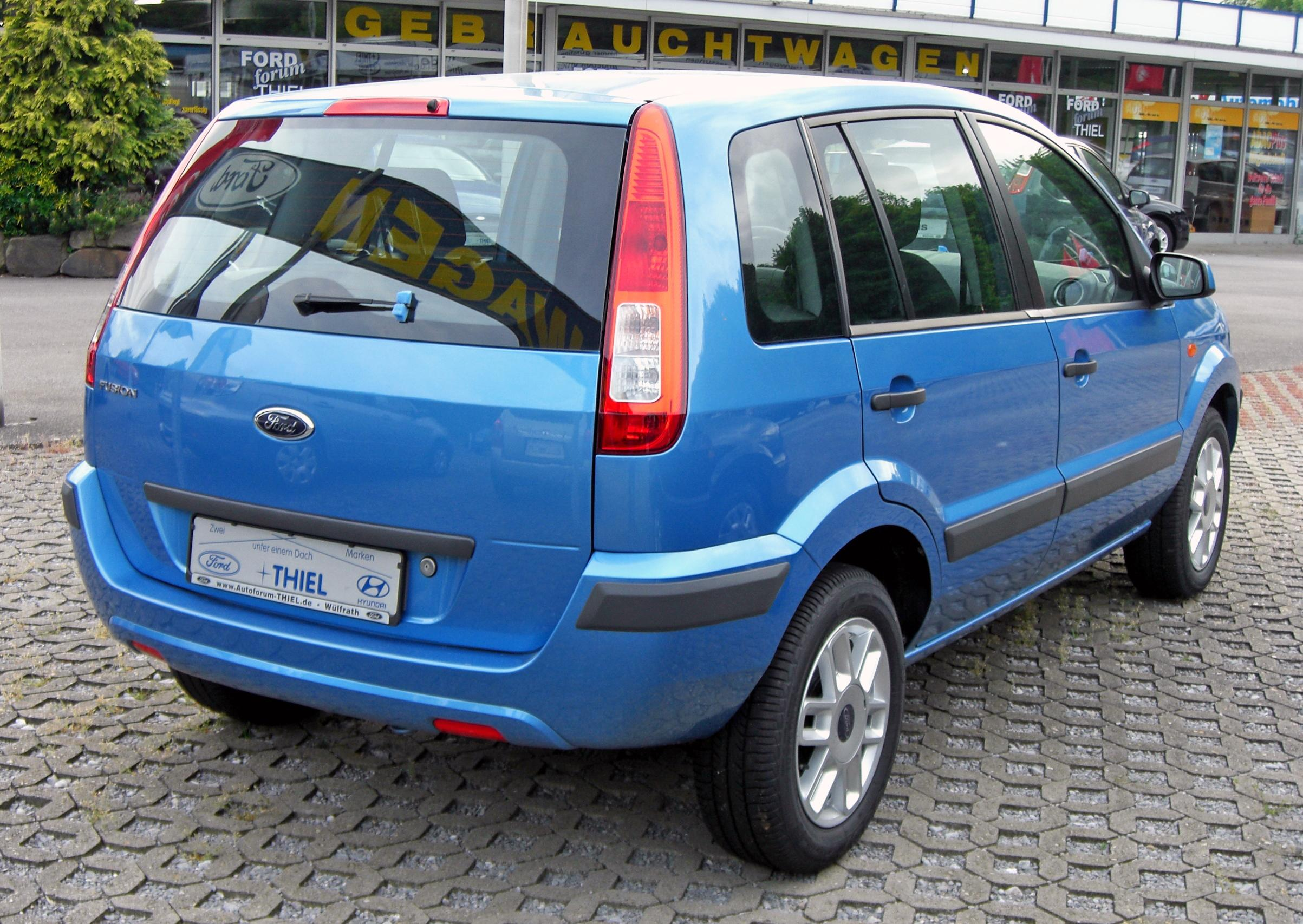
포드 퓨전(후기형) 후측면